# Нанкумба
Нанку́мба (англ. Nankumba) — традиційна громада у складі дистрикту Мангочі Південного регіону Малаві.
Населення — 159654 особи (2018).